# オーツー (ゲーム会社)
株式会社オーツー（英: O-TWO inc.）は、コンピュータゲームの開発およびWEBコンテンツのシステム開発を主業務とする日本の企業。

## 概要
1991年10月16日に有限会社オーツーとして設立。グラフィックデザインを受注しつつ、1995年12月に社屋を大阪市福島区玉川に移転し、 株式会社オーツーに改組。1998年にWEBコンテンツ部門設立。
2004年に社屋を大阪市西区江戸堀に移転する。

## 開発参加タイトル

### Nintendo Switch
- みんなでワイワイ!スペランカー
- 戦場のヴァルキュリア for Nintendo Switch
- シャイニング・レゾナンス リフレイン

### ニンテンドーDS
- TEENAGE MUTANT NINJA TURTLES ARCADE ATTACK
- マール王国の人形姫 天使が奏でる愛のうた
- 偽りの輪舞曲

### ニンテンドー3DS
- ぷよぷよクロニクル

### PlayStation 2
- 魔界戦記ディスガイア2
- 風雨来記2
- MISSINGPARTS sideB the TANTEI stories
- ファントム・ブレイブ
- 魔界戦記ディスガイア
- 必殺パチンコステーションV2 天才バカボン

### PlayStation 4
- みんなでスペランカーZ

### PlayStation Portable
- アンティフォナの聖歌姫 〜天使の楽譜 Op.A〜
- 流行り神2 PORTABLE
- 魔界戦記ディスガイア PORTABLE
- 流行り神 PORTABLE

### PlayStation Vita
- みんなでスペランカーZ

### モバイルゲーム
- LAST IDEA
- ぷよぷよ!!クエスト